# 頂圭柔山
頂圭柔山，是新北市淡水區的一個地名，位於該區中部偏東北，範圍大致與忠山里相近。

## 歷史
台灣清治末期至日治前期，下圭柔山地區為一街庄，稱為「下圭柔山庄」，隸屬於芝蘭三堡。該庄北與興化店庄、蕃薯藔庄為鄰，東與新庄仔庄為鄰，南邊為中田藔庄、林仔街庄，西邊為下圭柔山庄。
1901年（日治明治三十四年）11月，該庄隸屬於臺北廳，編入第二十七區。1906年（明治三十九年）1月，第二十五區、二十七區的部分街庄及第二十八區的全部街庄合併為「興化店區」，該庄屬之。1920年（大正九年），該庄改制為「頂圭柔山」大字，隸屬於臺北州淡水郡淡水街。
戰後淡水街改制為淡水鎮，隸屬於臺北縣，大字亦改制為里。2010年12月，臺北縣升格為新北市，淡水鎮亦改制為淡水區。

## 交通
鄉道北8線以致以東西向經過頂圭柔山地區中部，往東可前往北新庄子，往西可前往下圭柔山。

## 學校
- 忠山國小

## 廟宇
- 淡水屯山古聖廟行忠堂